# Wilhelm von Welsperg

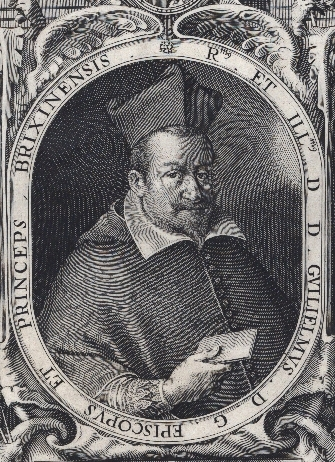
Wilhelm von Welsperg (Stich von Lukas Kilian)

Wilhelm von Welsperg (* 16. Februar 1585 in Rovereto; † 27. März 1641 in Bruneck) war von 1629 bis 1641 Fürstbischof von Brixen.

## Herkunft und Ausbildung
Wilhelm von Welsperg wurde am 16. Februar 1585 auf Schloss Rovereto im Trentino geboren. Seine Eltern waren der Schlosshauptmann Christoph von Welsperg und Albertina Fugger zu Kirchberg und Weißenhorn. Die Herren von Welsperg mit Stammsitz auf Schloss Welsperg im Pustertal standen im 12. Jahrhundert im Dienst der Grafen von Görz und wurden später Ministerialen der Grafen von Tirol, um 1500 Erbmarschälle des Hochstifts Brixen und 1593 in den Reichsgrafenstand erhoben. Wilhelms Familie zog nach Bruneck, wo sein Vater Schlosshauptmann wurde. Er besuchte 1601 die Universität Dillingen und studierte ab 1602 am Collegium Germanicum in Rom.
Wilhelm wurde 1600 Kanoniker in Regensburg und Salzburg, erhielt 1604 ein weiteres Kanonikat in Brixen, wurde jedoch von dortigen Domkapitel nach Streitigkeiten ausgeschlossen. Er wurde 1614 in Salzburg zum Priester geweiht und war von 1613 bis zu seinem Rücktritt 1616 Domherr in Trient. In Salzburg wurde er 1627 Domdekan und brachte es zum Präsidenten des fürstlichen Hofrates und Statthalter in Salzburg.

## Bischof
Welsperg wurde am 22. November 1628 zum Bischof von Brixen gewählt, am 28. Mai 1629 vom Papst bestätigt und am 28. Oktober 1629 von Weihbischof Anton Crosini von Bonporto zum Bischof geweiht.
Wilhelm residierte vorwiegend in Bruneck. 1630 visitierte er das in der Krain gelegene Valdes, das lange verpfändet war und wo sich der lutherische Glaube ausgebreitet hatte. Eigenmächtigkeiten des Generalvikars Christoph Seemann führten zu einer Reform der Diözesanverwaltung. Das Generalvikariat wurde nach dem Vorbild des Erzbistums Salzburg durch ein kollegiales Konsistorium ersetzt.
Zur Finanzierung der Landesverteidigung der Grafschaft Tirol erhob das Hochstift eine Steuer. Unter der Regentschaft von Claudia de’ Medici erhöhten sich die Tiroler Forderungen, woraufhin sich der Bischof weigerte, weitere Zuschüsse zur Hofhaltung zu bezahlen. Welsperg wendete sich an die römische Kurie, den Wiener Hof und das Kurfürstenkollegium in Regensburg um Unterstützung gegen die Tiroler Forderungen. Rom und die Kurfürsten unterstützen Brixen, wohingegen sich Wien auf die Seite der Regentin stellte, die den Brixener Besitz in Tirol beschlagnahmte. Erst 1639 erhielt der Bischof seine Güter zurück, nachdem er sich zu einer freiwilligen Zahlung bereiterklärte.
In Bruneck wurde ein Kapuzinerkloster gegründet. Wilhelm führte mehrfach Visitationen in den nördlichen Tiroler Gebieten der Diözese durch. Die bereits prekäre finanzielle Lage des Bistums wurde durch eine Erhöhung der Schulden verschlimmert.
Welsperg starb am 27. März 1641 im Ansitz Theisegg in Bruneck und wurde in der dortigen Pfarrkirche bestattet.